# クレーヴの奥方
『クレーヴの奥方』（クレーヴのおくがた、La Princesse de Clèves）は、ラファイエット夫人が書いた17世紀末のフランスの小説である。フランス文学史においては最初期の小説の一つであり、「恋愛心理小説の祖」とも言われる。1678年3月、匿名で出版された。1世紀前、16世紀のアンリ2世の王宮が舞台で、その時代をきわめて緻密に再現している。ヒロインほか数人を除く登場人物は実在の人物で、そこで起きる事件も歴史に忠実に展開される。

## 影響
17世紀末の出版当時、商業的に大変な成功をおさめた。「パリの外側」ではこの本を手に入れるのに、何ヵ月も待たなければならなかったほどである。この本の著者が誰なのか、奥方はどうして夫に不倫感情を告白する気になったのかなど、さまざまな論争も起こった。
最初の心理小説の一つであるだけでなく、最初のroman d'analyse（分析小説）として、『クレーヴの奥方』は、文学史の大きなターニング・ポイントとなった。それまで、広くロマン（小説）と呼ばれていたものは、主人公が困難に打ち勝って幸せな結婚をするという信じがたい話で、しかも、本筋とは関係ないサブプロットが無数にあり、長さも10巻 - 12巻もあるものだった。『クレーヴの奥方』が小説の歴史を変えたのは、何よりも、現実的なプロットとキャラクターの内面心理を表す内省的な言葉によってであった。
フランス映画では、1961年にジャン・ドラノワが手掛けたほか、1999年以降、本作を原作に3度映画化されている（#映画化作品を参照）。

## あらすじ
シャルトル嬢は16歳の美しい女相続人。父親は早くに死に、母親の手で厳格に育てられてきた。その母親に連れられて宮中に行った時、クレーヴ公が彼女を見そめ、結婚を申し込む。シャルトル嬢はあまり乗り気でなかったが、母親の薦めもあり、クレーヴ公と結婚し、「クレーヴの奥方」となる。
結婚してまもなくして、奥方はルーヴル宮で催された舞踏会でヌムール公と出会う。2人はたちまち恋に落ちるが、お互いの思いを打ち明けることはない。そんな時、母親が危篤に陥る。母親は奥方がヌムール公を好きなのに気付いていたが、夫に尽くす義務を忘れてはいけないと言い残して死んでゆく。奥方はヌムール公を避けるようになる。
奥方の肖像画が盗まれる。犯人はヌムール公で、奥方はその現場を目撃するが見逃す。ヌムール公は奥方の好意に感謝する。
ヌムール公にスキャンダルが持ち上がる。ヌムール公がある女性に宛てたらしい手紙が見つかったのだ。それを聞いた奥方は激しい胸の痛みをおぼえるが、それが嫉妬だということには気付かない。しかし、実はその手紙は奥方の叔父であるシャルトル侯のものだとわかり安堵する。ヌムール公は叔父の窮地を救ってもくれ、2人はこれまでになく親密な関係になる。
夫のクレーヴ公が奥方の挙動を不審に思い、問い詰める。奥方は身の潔白を証明するために、相手の名を伏せて、好きな男がいることを正直に打ち明ける。夫は激しい嫉妬におそわれる。相手はきっとヌムール公に違いないとあたりをつけ、近侍に探らせると、はたしてヌムール公が夜中に奥方の元に忍んで行ったことがわかる。この時、奥方はヌムール公と会うことを拒んだのだが、夫はそう思わず、絶望のあまり病に倒れる。死の床で夫は奥方の不義を責める。身に覚えのないことを言われ、奥方は深い悲しみを味わう。
クレーヴ公の死で障害がなくなったヌムール公は、あらためて奥方に告白する。奥方もヌムール公を愛していることは認めるが、それ以上のことはできないとヌムール公の元から去ってゆく。奥方はその後、修道院に入って、若くして亡くなった。

## 映画化作品
- クレーヴの奥方 (La Princesse de Clèves)：監督ジャン・ドラノワ、ジャン・コクトー脚色、 フランス、1961年
- クレーヴの奥方 (La Lettre)：監督マノエル・デ・オリヴェイラ、 ポルトガル /  フランス /  スペイン、1999年
- 女写真家ソフィー (La Fidélité)：監督アンジェイ・ズラウスキー、 フランス、2000年
- 美しいひと (La Belle Personne)：監督クリストフ・オノレ、 フランス、2008年

## 日本語訳書誌一覧
主に国立国会図書館蔵書一覧を参照。
- 生島遼一訳『クレーヴの奥方』 岩波文庫、1937年 / 1950年
  - 『クレーヴの奥方』世界文学叢書 2、世界文学社、1947年
  - 『古典篇 ラファイエット ラクロ篇』世界文学全集 21、河出書房、1954年
  - 『ラファイエット夫人 ラクロ アベ・プレヴォ』世界文学全集 3-2、河出書房新社、1958年
  - 『クレーヴの奥方 /アベ・プレヴォ、マノン・レスコー / ラディゲ、ドルジェル伯の舞踏会』
 世界文学全集2期第4巻、河出書房新社、1964年、新版「河出世界文学大系 13」、1980年
  - 『クレーヴの奥方 他2篇』 岩波文庫、1976年、改版2009年 ISBN 4003251512

※他2篇は『モンパンシェ公爵夫人』、『タンド伯爵夫人』
- 青柳瑞穂訳『クレーヴの奥方』、新潮文庫、1956年
- 高畠正明訳『ラディゲ・コンスタン・ラファイエット集』フランス文学全集 13、東西五月社、1960年
- 関根秀雄訳『世界名作全集 3』、筑摩書房、1961年
他は 杉捷夫訳『マノン・レスコー』、田辺貞之助訳『ポールとヴィルジニー』
  - 『クレーブの奥方・マノン・レスコー・ポールとヴィルジニー』Chikuma Classics、筑摩書房、1978年
- 淀野隆三訳『クレーヴの奥方』、角川文庫、1962年
- 二宮フサ訳『ラファイエット夫人 ラクロ』「世界の文学3」中央公論社、1964年
  - 新装版『ラファイエット夫人・ラクロ』、後者は「危険な関係」伊吹武彦訳、世界の文学セレクション〈36-4巻〉、中央公論社、1994年、ISBN 4124031440
- 坪井一訳『世界青春文学名作選 25』ガッケン・ブックス、学習研究社、1965年
- 関義訳『クレーヴの奥方』、旺文社文庫、1969年
- 川村克己訳『プレヴォ コンスタン ラ・ファイエット夫人』世界文学全集 9、集英社、1981年4月
  - 『集英社ギャラリー「世界の文学6」フランスⅠ』、集英社、1990年9月 ISBN 4081290067
- 永田千奈訳『クレーヴの奥方』光文社古典新訳文庫、2016年

## 関連書籍
- Burt, Daniel. The Novel 100, Facts on File, 2004. ISBN 0816045577.

国立国会図書館蔵書一覧
- 桑原武夫『「クレーブの奥方」について』、『桑原武夫全集 2』所収、朝日新聞社、1969年
- 岡田愛子「クレーヴの奥方」の表裏』、富士川英郎編『東洋の詩西洋の詩』所収、朝日新聞社、1970年
- ジャン・ルーセ『クレーヴの奥方』、山田爵訳、篠田一士編『世界批評大系 7 現代の小説論』、筑摩書房、1975年
- 生島遼一『フランス小説の「探求」 : 「クレーヴの奥方」からヌーヴォー・ロマンまで』、筑摩叢書：筑摩書房、1976年
- ヴァランティーヌ・ポワザ『実像クレーヴの奥方 : <ヴァロワ宮延の華>アンヌ・デストの生涯』、萩原茂久訳、彩流社、1995年8月 ISBN 488202358X
- 塩川浩子『クレーヴの奥方の世界』、『「源氏物語」とその比較文学的考察 : 共同研究』所収、共立女子大学総合文化研究所、1996年10月
- 塩川浩子『「クレーヴの奥方」とセヴィニェ夫人』、『「源氏物語」とその比較文学的考察 : 共同研究』所収、共立女子大学総合文化研究所、1996年10月
- 藤原克己『「源氏物語」と「クレーヴの奥方」』、柴田元幸編『文字の都市 : 世界の文学・文化の現在10講』、東京大学出版会、2007年8月 ISBN 4130800205

## 註
1. 1 2  国立国会図書館NDL-OPAC「クレーヴの奥方」検索結果、国立国会図書館、2009年10月17日閲覧。